# Перков, Степан Павлович
Степан Павлович Перков (22 декабря 1901 года, дер. Долганки, ныне Каменский район, Алтайский край — 27 сентября 1944 года, погиб на Карельском фронте) — советский военный деятель, генерал-майор (1 сентября 1943 года).

## Начальная биография
Степан Павлович Перков родился 22 декабря 1901 года в деревне Долганки ныне Каменского района Алтайского края.

## Военная служба

### Гражданская война
В 1919 году призван в ряды РККА и направлен красноармейцем в 267-й стрелковый полк (30-я стрелковая дивизия), после чего принимал участие в боевых действиях на Восточном фронте против войск под командованием адмирала А. В. Колчака, а затем в 1920 году — в Перекопско-Чонгарской операции, а также в боевых действиях против войск под командованием генерала П. Н. Врангеля и Н. И. Махно.

### Межвоенное время
В 1922 году был направлен на учёбу на 81-е, а затем был переведён на 9-е пехотные командные курсы, дислоцированные в Сумах. После окончания курсов Перков был направлен в 53-й стрелковый полк (18-я стрелковая дивизия, Московский военный округ), где служил на должностях командира отделения и помощника командира взвода, помощника начальника хозяйственной команды полка. После окончания повторного отделения при Московской пехотной школе в 1926 году назначен на должность помощника командира роты, а с 1928 года служил командиром роты и начальником штаба батальона в составе 52-го стрелкового полка той же дивизии. В 1931 году был назначен на должность руководителя тактики Объединённой военной школы имени ВЦИК в Москве.
В 1933 году окончил Московские курсы мотомехвойск РККА. В 1935 году направлен в 146-й стрелковый полк (49-я стрелковая дивизия, Московский военный округ), где служил на должностях командира батальона и начальника штаба полка. В 1938 году назначен на должность начальника 1-го отделения штаба 70-й стрелковой дивизии (19-й стрелковый корпус, Ленинградский военный округ), а в сентябре 1939 года — на должность начальника штаба 88-й стрелковой дивизии (Архангельский военный округ), после чего Перков принимал участие в боевых действиях в ходе советско-финской войны.

### Великая Отечественная война
С началом войны Перков находился на прежней должности. 88-я стрелковая дивизия, находясь в составе Архангельского военного округа, выполняла задачи по охране побережья Белого моря, однако в период с 8 по 11 августа 1941 года была передислоцирована в район станции Лоухи, где была включена в состав 14-й армии, после чего вела оборонительные и наступательные боевые действия против сил противника, который стремился занять станцию Лоухи, тем самым перерезать железную дорогу Мурманск — Ленинград. В сентябре того же года была включена в состав Кемской оперативной группы (Карельский фронт), после чего вела боевые действия на территории Карелии. За проявленную отвагу в боях, стойкость, мужество, дисциплину и организованность, героизм личного состава приказом наркома обороны СССР от 17 марта 1942 года 88-я стрелковая дивизия была преобразована в 23-ю гвардейскую.
В марте 1942 года назначен на должность командира 54-й стрелковой дивизии, а в августе 1944 года — на должность командира 132-го стрелкового корпуса, который в сентябре того де года вышел на советско-финскую государственную границу. 27 сентября того же года генерал-майор Степан Павлович Перков был убит осколками противотанковой мины на дороге Суолуссалми — Ухта при возвращении из частей 54-й стрелковой дивизии.
Похоронен в Архангельске на Кузнечевском кладбище.

## Награды
- Орден Красного Знамени;
- Орден Отечественной войны 1 степени;
- Орден Красной Звезды;
- Медаль «XX лет Рабоче-Крестьянской Красной Армии».